# Ewo
Ewo is een stad in Congo-Brazzaville en is de hoofdplaats van de regio Cuvette-Ouest.
Ewo telt naar schatting 6000 inwoners.
Ten noorden van de stad bevindt zich het Nationaal park Odzala-Kokoua.